# Om du vill vara med mig
Om du vill vara med mig är Melissa Horns fjärde studioalbum. Det släpptes 2 oktober 2013 och den första singeln var Om du vill vara med mig.

## Låtlista
Alla låtarna är skrivna av Melissa Horn.
1. Om du vill vara med mig – 5:17
2. Natten på hotellet – 4:33
3. Jag vet – 3:56
4. Säg att du behöver mig – 4:26
5. Jag har inte gett upp oss än – 3:44
6. Ett sent förlåt – 3:53
7. Drömmen om Alice – 4:09
8. Du är värd det – 3:50
9. Nog nu – 2:55

## Medverkande
- Melissa Horn – sång, elgitarr
- Goran Kajfeš – trumpet
- Per "Ruskträsk" Johansson – saxofon, klarinett, basklarinett
- Anders Petterson – gitarr, elgitarr, mandolin, pedal steel guitar, kör
- Martin Hederos – piano, orgel, synthesizer, timpani, violin, celesta, klockspel
- Torbjörn Zetterberg – bas, elbas, kör
- Ola Gustafsson – gitarr, elgitarr, slidegitarr, banjo
- Magnus Olsson – trummor, slagverk

## Mottagande
Skivan fick ett blandat mottagande när den kom ut med ett snitt på 3,2/5 baserat på 17 recensioner.

## Listplaceringar
| Lista (2013–14) | Topplacering |
| --------------- | ------------ |
| Sverige         | 2            |
| Norge           | 1            |